# Meridian Lossless Packing
Meridian Lossless Packing (PPCM) - firmowy standard bezstratnej kompresji sygnału PCM, stworzony przez firmę Meridian Audio, Ltd.
Jest standardem bezstratnej kompresji dla płyt DVD-Audio.
Pozwala na zapisanie do 6 kanałów audio przy 96 kHz i 24 bitach lub 2 kanałów przy 192 kHz i 24 bitach.